# 1964年東京オリンピックのセイロン選手団
1964年東京オリンピックのセイロン選手団（1964ねんとうきょうオリンピックのセイロンせんしゅだん）は、1964年10月10日から10月24日まで東京都で開催された東京オリンピックにおけるセイロン選手団の名簿。

## 種目別選手

### 陸上競技
- ラナトゥンゲ・カルナナンダ‐男子5000m、10000m

### ボクシング
- マルコム・ブルナー‐ウェルター級
- ウィンストン・ヴァン・カイレンバーグ‐フライ級

### レスリング
- アーネスト・フェルナンド‐男子フライ級(52kg)

### 射撃
- ハバラカダゲ・ペレラ‐男子50mライフル伏射
- ラヴィヴィマル・ジャイワルデネ‐男子50mライフル伏射